# Rosa ermanica
Rosa ermanica es una especie de planta del género Rosa, de la familia Rosaceae.

## Taxonomía
Rosa ermanica fue descrita por Manden. en 1967.

## Distribución
Se encuentra en el territorio de Transcaucasia.